# Яковлев, Михаил Николаевич
Михаи́л Никола́евич Я́ковлев (14 декабря 1880, Пенза — 15 мая 1942, Тбилиси, Грузия) — живописец, график, сценограф, автор пейзажей и натюрмортов.

## Биография
Происходил из крестьянской старообрядческой семьи. Учился в Строгановском художественно-промышленном училище (1898—1900), затем в Пензенском художественном училище им. Н. Д. Селиверстова (1900—1901) у К. А. Савицкого. В 1901 переехал в Санкт-Петербург, где продолжил образование в Рисовальной школе княгини М. К. Тенишевой у И. Е. Репина и Д. А. Щербиновского. В 1905—1906 сотрудничал с сатирическими журналами «Маски», «Шершень», «Зритель». В 1908 принял участие в выставке «Венок». В 1909 картина «Кукла» была приобретена в собрание Третьяковской галереи. С 1909 экспонент выставок «Союза русских художников», с 1911 — член объединения, с 1921 входил в состав Комитета «Союза». Оформлял спектакли в петербургском театре «Кривое зеркало». В 1911 приглашен К. А. Коровиным на работу в Большой театр. В 1914 создал иллюстрации для книги Л. Зилова «Азбука про Юру с Валей».
В марте 1917 делегирован в Совет художественных организаций Москвы и избран членом президиума Профессионального союза художников-живописцев Москвы. Работал в Комиссии по охране памятников искусства и старины при Моссовете, состоял в совете по управлению Государственным Историческим музеем.
С 1923 — в эмиграции, жил во Франции и Бельгии. В 1937 работал над оформлением Советского полпредства в Париже. В том же году возвратился в СССР. В 1937—1941 жил в Москве, с 1941 — в Тбилиси.
Персональные выставки состоялись в Генте, Антверпене, Брюсселе, Москве (1941), Тбилиси (1942). Принимал участие в коллективных выставках: 1924 — в Гааге, 1928 — в Брюсселе, 1930 — в Белграде.

## Творчество
В раннем творчестве был близок к символизму. Со второй половины 1900-х в работах Яковлева заметно тяготение к импрессионистической манере. В последующие годы его творческая манера мало менялась. Работал в основном как пейзажист.
Творчество художника представлено в собраниях многих отечественных музеев: ГМИИ им. А. С. Пушкина, Государственной Третьяковской галерее в Москве, а также ряде провинциальных музеев (Архангельском областном музее изобразительных искусств и других).
Произведения хранятся в Государственной Третьяковской галерее, Государственном Русском музее, других собраниях России и Европы.

## Семья
- Жена: Яковлева Франсуаза (Феодосия) Францевна
- Сын: Яковлев, Игорь Михайлович
- Внучка: Яковлева Ольга Игоревна (1937)
- Внук: Яковлев, Владимир Игоревич (1934—1998) — русский художник, представитель «неофициального» искусства.
- Правнучка: Абросимова (Полубояринова) Екатерина Станиславовна (1969)
- Праправнучка Абросимова Виктория Сергеевна (1990)